# Liste der Bodendenkmäler in Oberschönegg
Auf dieser Seite sind die Bodendenkmäler in der schwäbischen Gemeinde Oberschönegg zusammengestellt. Diese Tabelle ist eine Teilliste der Liste der Bodendenkmäler in Bayern. Grundlage ist die Bayerische Denkmalliste, die auf Basis des Bayerischen Denkmalschutzgesetzes vom 1. Oktober 1973 erstmals erstellt wurde und seither durch das Bayerische Landesamt für Denkmalpflege geführt wird. Die folgenden Angaben ersetzen nicht die rechtsverbindliche Auskunft der Denkmalschutzbehörde.

## Bodendenkmäler der Gemeinde Oberschönegg

### Bodendenkmäler in der Gemarkung Dietershofen bei Babenhausen
| Lage                                    | Objekt | Akten-Nr.     | Bild |
| --------------------------------------- | --- | ------------- | ---- |
| Dietershofen bei Babenhausen (Standort) | Mittelalterliche und frühneuzeitliche Befunde im Bereich der katholischen Pfarrkirche St. Ulrich in Dietershofen und ihrer Vorgängerbauten. | D-7-7827-0080 |      |

### Bodendenkmäler in der Gemarkung Oberschönegg
| Lage                    | Objekt | Akten-Nr.     | Bild |
| ----------------------- | --- | ------------- | ---- |
| Oberschönegg (Standort) | Burgstall des hohen und späten Mittelalters (Alten-Schönegg).                                                                                  | D-7-7827-0003 |      |
| Oberschönegg (Standort) | Mittelalterliche und frühneuzeitliche Befunde im Bereich der katholischen Filialkirche St. Leonhard in Oberschönegg und ihrer Vorgängerbauten. | D-7-7827-0078 |      |

### Bodendenkmäler in der Gemarkung Weinried
| Lage                | Objekt | Akten-Nr.     | Bild |
| ------------------- | --- | ------------- | ---- |
| Weinried (Standort) | Mittelalterliche und frühneuzeitliche Befunde im Bereich der katholischen Pfarrkuratiekirche St. Laurentius und Vitus in Weinried. | D-7-7827-0055 |      |